# Hammer a. d. Uecker
Hammer a. d. Uecker är en kommun och ort i Landkreis Vorpommern-Greifswald i förbundslandet Mecklenburg-Vorpommern i Tyskland.
Kommunen ingår i kommunalförbundet Amt Torgelow-Ferdinandshof tillsammans med kommunerna Altwigshagen, Ferdinandshof, Heinrichswalde, Rothemühl, Torgelow och Wilhelmsburg.